# NGC 3817
NGC 3817 é uma galáxia espiral barrada (SB0-a) localizada na direcção da constelação de Virgo. Possui uma declinação de +10° 18' 16" e uma ascensão recta de 11 horas, 41 minutos e 52,8 segundos.
A galáxia NGC 3817 foi descoberta em 18 de Janeiro de 1828 por John Herschel.